# 初沢町
初沢町（はつざわまち）は、東京都八王子市西南部に位置する地名。丁番を持たない単独町名であり、住居表示未実施区域。郵便番号は193-0845（八王子西郵便局管区）。

## 地理
東は狭間町、東浅川町、西と北は高尾町、南は館町と接している。
高尾駅周辺に商店などが集中しているが駅から離れると初沢川沿いや斜面に住宅が並んでいる。
初沢川の一部は急傾斜地崩壊危険箇所に指定されている。
また初沢川はしばしば氾濫しており最近では2008年8月の大雨（平成20年8月末豪雨）で土石流が発生し高尾駅が冠水したことがある。そのため砂防堰堤の建設が進められている。

### 地価
住宅地の地価は、2014年（平成26年）1月1日の公示地価によれば、初沢町1429番64の地点で8万5800円/m2となっている。

## 歴史
江戸時代は上椚田村の一部である。元は浅川町の一部であった。

### 地名の由来
小字に由来する。元は花沢と呼ばれていたが訛って初沢と呼ばれるようになった。

### 沿革
- 鎌倉時代初期 - 初沢城が長井氏（諸説あり）によって築城される。横山党の一族・椚田氏の居城と推測されている。
- 1394年（応永元年） - 片倉城を築城した長井道広によって高乗寺が開かれる。
- 1889年（明治22年）4月1日 - 町村制施行により、神奈川県南多摩郡浅川村が成立する。浅川村大字上椚田が成立。
- 1893年（明治26年）4月1日 - 南多摩郡が北多摩郡、西多摩郡とともに東京府へ編入する。
- 1927年（昭和2年）11月3日 - 浅川村が町制施行し浅川町となる。浅川町大字上椚田となる。
- 1943年（昭和18年）7月1日 - 東京都制施行。
- 1959年（昭和34年）4月1日 - 八王子市へ編入する。八王子市大字上椚田となる。
- 1960年（昭和35年） - 八王子市大字上椚田の一部が町名変更により八王子市初沢町となる。
- 1967年（昭和42年）10月1日 - 京王高尾線開通。京王高尾駅が開業する。

## 世帯数と人口
2017年（平成29年）12月31日現在の世帯数と人口は以下の通りである。
| 町丁   | 世帯数    | 人口    |
| ------ | --------- | ------- |
| 初沢町 | 1,707世帯 | 3,395人 |

## 小・中学校の学区
市立小・中学校に通う場合、学区は以下の通りとなる。
| 番地 | 小学校               | 中学校               |
| ---- | -------------------- | -------------------- |
| 全域 | 八王子市立浅川小学校 | 八王子市立浅川中学校 |

## 交通

### 鉄道
- 京王電鉄
  - 京王高尾線：高尾駅

JR高尾駅の所在地は高尾町である。
JR高尾駅によって高尾町と初沢町が分断されており入場券を買って構内を通るか、駅東側の町田街道あるいは駅西側の初沢踏切を大きく迂回することになる。八王子市は周辺住民からの要望で南北自由通路の設置を検討しているが遅々として進んでいない。

### バス
- 八04京王八王子駅行
- 八04館ヶ丘団地行
- 八06京王八王子駅行
- 八06館ヶ丘団地行
- 西62西八王子駅南口行
- 高02高尾山口駅行（1日1本）
- 高22館事務所行
- 高23（急行）拓殖大学行
- 高24館ヶ丘団地行
- 高25医療センター行

### 道路・橋梁
- 初音橋（初沢川）など

## 河川
- 初沢川（南浅川支流のひとつ）

## 施設

菅原道真像

### 教育
- 小学校
  - 八王子市立浅川小学校
- 中学校
  - 八王子市立浅川中学校
- 専門学校
  - 東京高尾看護専門学校

### 商業
- 京王ストア高尾店
- グルメシティ高尾店
- 京王クラウン街高尾

### コンビニエンスストア
- ファミリーマート高尾駅南店

### 公園・遺跡など
- 初沢城跡
- 金比羅山
- 高乗寺城山
- 浅川地下壕（イ・ロ・ハ地区） - ハ地区は道路から入り口が見えるが危険な上、私有地であるため立ち入ることは基本的にできない。
- みころも霊堂
  - 御衣公園 - 菅原道真像がある。